# Carlos de las Salas
Carlos de las Salas (Valledupar, Cesar, Colombia; 26 de abril de 1998) es un futbolista colombiano. Juega de lateral izquierdo y actualmente milita en el Atlético Bucaramanga  de la Categoría Primera A.

## Estadísticas
Estadísticas hasta el 4 de mayo de 2019.
| Tigres F.C. · Colombia |               |               |    |   |   |   |   |    |    |   |
| 1ª | 2017          | 13            | 0  | 3 | 0 | — | — | 16 | 0  |   |
| 2ª | 2018          | 28            | 1  | 0 | 0 | — | — | 28 | 1  |   |
| 2ª | 2019          | 14            | 0  | 1 | 0 | — | — | 15 | 0  |   |
| 2ª | Total club    | 55            | 1  | 4 | 0 | 0 | 0 | 59 | 1  |   |
| Leones · Colombia |               |               |    |   |   |   |   |    |    |   |
| 2ª | 2019          | 8             | 0  | 0 | 0 | — | — | 8  | 0  |   |
| 2ª | Total club    | 8             | 0  | 0 | 0 | 0 | 0 | 8  | 0  |   |
| Tigres F.C. · Colombia |               |               |    |   |   |   |   |    |    |   |
| 2ª | 2020          | 0             | 0  | 0 | 0 | — | — | 0  | 0  |   |
| 2ª | Total club    | 0             | 0  | 0 | 0 | 0 | 0 | 0  | 0  |   |
| Total carrera | Total carrera | Total carrera | 63 | 1 | 4 | 0 | 0 | 0  | 67 | 1 |
| (1) Incluye datos de la Copa Colombia . (2) Incluye datos de Copa Libertadores. (3) No incluye goles en partidos amistosos. |               |               |    |   |   |   |   |    |    |   |